# برندگان جایزه سالگرد یوفا
برندگان جایزه سالگرد یوفا فهرستی از بازیکنان برتر کشورهای عضو یوفا است که به مناسبت پنجاهمین سالگرد تأسیس این سازمان در سال ۲۰۰۴ میلادی انتخاب شده‌اند.

## بازیکنان
- آلبانی – پانایوت پانو
- آندورا – کولدو
- ارمنستان – خورن هوهانیسیان
- اتریش – هربرت پروهاسکا
- جمهوری آذربایجان – آناتولی بانیشوسکی
- بلاروس – سرگی آلینیکوف
- بلژیک – پل فن هیمست
- بوسنی و هرزگوین – سافت سوشیچ
- بلغارستان – هریستو استویچکوف
- کرواسی – داوور شوکر
- قبرس – سوتیریس کایافاس
- جمهوری چک – ژوزف ماسوپوست
- دانمارک – میشل لادروپ
- انگلستان – بابی مور
- استونی – مارت پوم
- جزایر فارو – آبراهام لوکین
- فنلاند – یاری لیتمنن
- فرانسه – ژوست فونتاین
- گرجستان – مورتاز خورتسیلاوا
- آلمان – فریتس والتر
- یونان – واسیلیس هاتزیپاناگیس
- مجارستان – فرانس پوشکاش
- ایسلند – آسگیر سیگوروینسون
- ایرلند – جانی گیلز
- اسرائیل – موردچای اسپیگلر
- ایتالیا – دینو زوف
- قزاقستان – سرگی کووچکین[۱]
- لتونی – الکساندرس استارکوس
- لیختن‌اشتاین – راینر هاسلر
- لیتوانی – آرمیناس ناربکواس
- لوکزامبورگ – لوئیس پیلوت
- مقدونیه – دارکو پانچف
- مالت – کرمل باسوتیل
- مولداوی – پاول کبانو
- هلند – یوهان کرایوف
- ایرلند شمالی – جورج بست[۱]
- نروژ – رنه براتست
- لهستان – وودزیمیرس لوبانسکی
- پرتغال – اوزه‌بیو
- رومانی – گئورگی هاجی
- روسیه – لو یاشین
- سن مارینو – ماسیمو بونینی
- اسکاتلند – دنیس لا
- صربستان و مونته‌نگرو – دراگان ژاییچ
- اسلواکی – یان پوپلوهار
- اسلوونی – برانکو اوبلاک
- اسپانیا – آلفردو دی استفانو
- سوئد – هنریک لارسن
- سوئیس – استفان چاپویسات
- ترکیه – هاکان شوکور
- اوکراین – اولگ بولخین
- ولز – جان چارلز